# Hister megalonyx
Hister megalonyx är en skalbaggsart som beskrevs av Reichardt 1922. Hister megalonyx ingår i släktet Hister och familjen stumpbaggar. Inga underarter finns listade i Catalogue of Life.